# Lygodium radiatum
Lygodium radiatum là một loài dương xỉ trong họ Lygodiaceae. Loài này được Prantl mô tả khoa học đầu tiên năm 1881.

## Hình ảnh

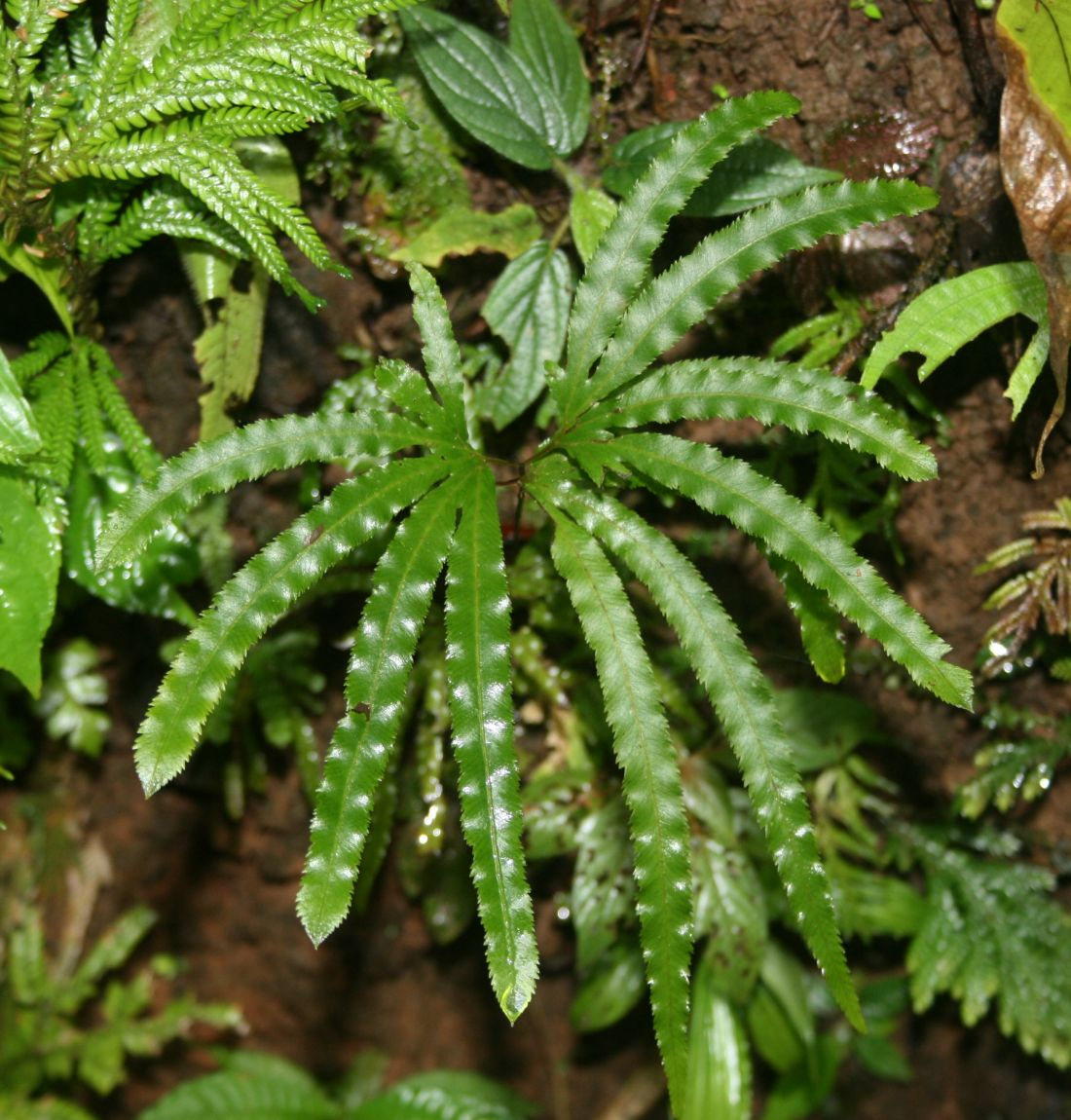